# Táplálkozástudományi szakember
A táplálkozástudományi szakember (angol megnevezése: nutritionist) olyan szakember, aki korszerű egészségügyi, élelmiszeripari és természettudományos ismeretek birtokában képes táplálkozási tanácsot nyújtani, kutatói munkát végezni, valamint új élelmiszereket és gyógyhatású készítményeket fejleszteni. A táplálkozástudományi mesterképzés az orvos- és egészségtudományi szakterülethez tartozó 4 féléves egyetemi mesterképzés (MSc). 

## Feladatai

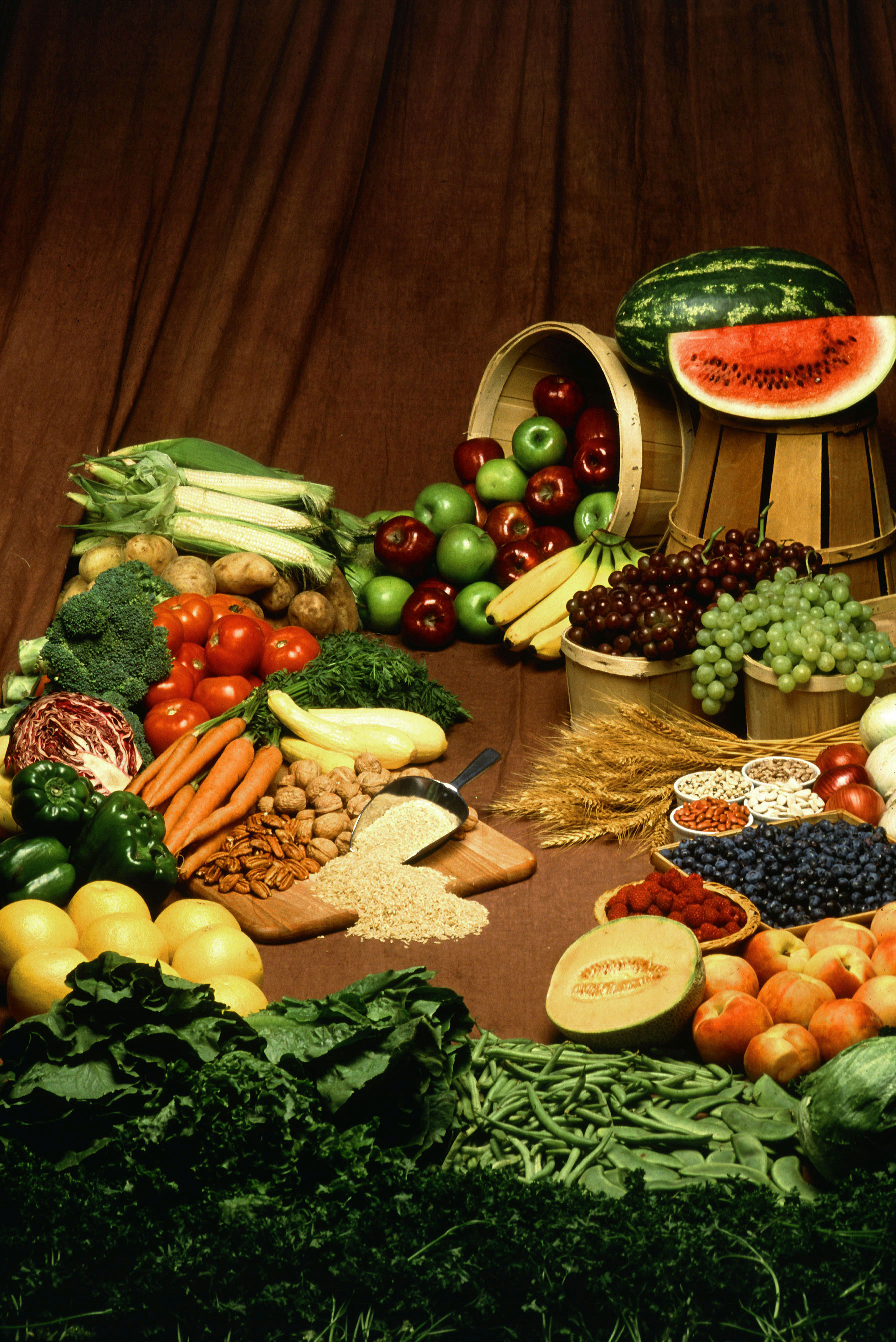
Példa a kiegyensúlyozott étrendhez ajánlott élelmiszerekre

A magyar szabályozás szerint a táplálkozástudományi szakember többek között az alábbi feladatkörökben tud szakértői és tanácsadói tevékenységet végezni:
- az egészséges táplálkozás és a kórállapotoknak megfelelő élelmiszerek és étrendek összetételének meghatározása,
- az élelmiszerek minőségének meghatározása, egészségügyi szempontok érvényesítése,
- egészségiparban, a wellness- és gyógyturizmus, szállodaipar területén helyes táplálkozási gyakorlatnak megfelelő étrendek összeállítása, a dietetikai gyakorlat javítása az egészség fenntartása és betegségmegelőző céllal,
- táplálkozási és élelmezési szaktanácsadóként egészségmegőrző és betegségmegelőző célból csoportos dietetikai szaktanácsadás nyújtása, a hozzájuk fordulók esetében el tudják dönteni kiket kell klinikai dietetikushoz, orvoshoz irányítaniuk,
- szakmai elvárásoknak megfelelő hiteles döntések meghozatala
- minőségi, funkcionális élelmiszer, táplálékkiegészítő, tápszer és egyéb gyógytermék fejlesztése, egészségügyi hatásainak lemérése és toxikológiai vizsgálata,
- élelmiszeripari technológiai újítások kifejlesztése,
- hazai és nemzetközi szervezetekben a táplálkozástudománnyal, élelmezéssel kapcsolatos területeken szakértői és szaktanácsadási feladatok ellátása, vállalati, kutatóintézeti és szakigazgatási szinten, egészségpolitikai döntések előkészítése,
- az előbbieket szolgáló szabványok, jogalkotási gyakorlat és intézményi rendszer kialakításában való részvétel,
- az európai uniós pályázati rendszerek által preferált innovatív kutató-fejlesztő munka végzése,
- önfejlesztés, a saját tudás magasabb szintre emelése, tudomány- és munkaterületük alkotó művelése, továbbfejlesztése és eredményeik gyakorlati hasznosítása,
- a megoldandó problémák megértése, szakterületük speciális problémáinak biztonságos megoldása, eredeti ötletek felvetése, innovatív tevékenység folytatása,
- multidiszciplináris team tagjaként tevékenykedni,
- a táplálkozástudomány eredményeinek népszerűsítése a lakosság népegészségügyi mutatóinak javítása érdekében,
- ismereteik folyamatos bővítése magyar és idegen nyelvű szakirodalom felhasználásával.[1]

## A táplálkozástudományi szakember és a dietetikus
A táplálkozástudományi szakember a dietetikusnál magasabb tudományos fokozattal rendelkezik (mesterfokozat, MSc). A dietetikus szakirány, és a táplálkozástudományi mesterképzés során is 120-120 kreditet teljesít a hallgató, azonban a táplálkozástudományi mesterképzés egy átfogó és modern, egészségügyi, élelmiszeripari és természettudományos képzés, míg a dietetikus képzés egy egészségügyi és klinikai dietetikára, dietoterápiára specializálódott szakirány teljesítését jelenti az ápolás és betegellátás alapképzésen (BSc) belül.
A dietetikus szakemberek képzése is az orvos-és egészségtudományi szakterület része, akárcsak a táplálkozástudományi mesterképzés. A dietetikus szakemberek képzése, a bolognai felsőoktatási rendszer osztott rendszere szerinti, Ápolás és betegellátás alapszak (BSc) keretei között zajlik. Ezen alapszak első két évét követően további 2 év dietetikai szakiránynak megfelelő tárgyat kell teljesíteni. Ezen szakemberek képzése az egészségügyi és közétkeztetési rendszer keretein belül történő élelmezési, és az egészségügyi rendszeren belüli orvosi javaslatra felírt klinikai dietetikai szaktanácsadási feladatok elvégzésére specializálódik.
A táplálkozástudományi szakemberek képzése az egyetemi 2 éves mesterképzés (MSc) részét képezi, így egy táplálkozástudományi szakember már biztosan rendelkezik egy diplomával, így szélesebb tudományos és / vagy egészségügyi látókörrel rendelkezhet, úgymint: orvos, biológus, dietetikus, agrármérnök, élelmiszermérnök, gyógytornász, szülésznő stb. A dietetikussal szemben a táplálkozástudományi szakembereknek lehetőségük adódik tanulmányaik doktori iskolában (PhD) való folytatására. A táplálkozástudományi szakember a klasszikus dietetika ismerete mellett egy új, világszinten egyre jobban fejlődő, átfogó táplálkozástudományi szemléletet sajátít el. Az ilyen szakemberek egy korszerű multidiszciplináris szaktudás birtokában képesek táplálkozási tanácsot nyújtani, étrendek összetételét meghatározni és kutatói- fejlesztői tevékenységet végezni, vagy akár egészségpolitikai döntések előkészületében részt venni. A hozzájuk forduló egyénekről el tudják dönteni, hogy szükséges-e orvoshoz vagy klinikai dietetikushoz fordulniuk.

## A táplálkozástudományi mesterképzés
A táplálkozástudományi képzés világszerte ismert és egyre intenzívebben fejlődő tudományág. Európában, az Amerikai Egyesült Államokban, valamint számos ország keleti gyógyászatot oktató egyetemén találkozunk hasonló képzésekkel. Magyarországon nemrég jelent meg a képzés, elsőként a Debreceni Egyetem Általános Orvostudományi Kara indította el ezt a szakot. A bolognai felsőoktatási rendszernek megfelelően a 4 féléves mesterképzés során a hallgatók 120 kreditnek megfelelő szakmai tárgyat teljesítenek, melynek legalább 40%-a gyakorlati anyag, továbbá minimum 4 hetes laboratóriumi, dietetikai vagy termelési gyakorlatot.
A képzést az alábbi intézmények indítják Magyarországon:
- Debreceni Egyetem Általános Orvostudományi Kar
- Pécsi Tudományegyetem Egészségtudományi Kar
- Semmelweis Egyetem Egészségtudományi Kar.[7]

A táplálkozástudományi képzés során oktatott tárgyak, orvosi-egészségügyi, élelmiszermérnöki, természettudományos és dietetikai ismeretekből tevődnek össze. Például a Debreceni Egyetem Általános Orvostudományi Karán oktatott szakmai tárgyak az alábbiak:
- klinikai dietetika
- klinikai dietetika gyakorlat
- táplálkozási zavarok pszichológiája és terápiája
- klinikai immunológia, táplálékallergia
- klinikai ismeretek
- táplálkozásbiokémia
- orvosi biokémia
- humán élettan I–II.
- humán élettan gyakorlat
- a táplálkozás és az energiaháztartás neuroendokrin szabályozása
- funkcionális genomika, nutrigenomika
- táplálkozás- és funkcionális élelmiszertudomány, táplálkozásterápia
- egészségmegőrző diéták, konyhatechnika hatása a tápanyagokra
- divatos táplálékkiegészítők. élettani hatások és kockázatok
- táplálkozás-egészségtan és epidemiológia
- közétkeztetési és élelmezésvezetői gyakorlat
- sporttáplálkozás alapjai
- funkcionális élelmiszerek, gmo élelmiszerek és analitikájuk
- gyógyszer-élelmiszer interakciók, gyógynövények
- nutritional bioactivation
- a csecsemő és a gyerekkor táplálási sajátosságai. tápszerek
- élelmiszerkémia
- élelmiszernyersanyagismeret I–II.
- élelmiszertechnológia I–II.
- élelmiszerbiztonság, élelmiszerhigénia
- agrokemikáliák élelmiszerbiztonsági megítélése és kimutatásuk
- minőségügy és élelmiszer- minőségbiztosítás, élelmiszerjog epidemiológia módszertana
- etika
- funkcionális anatómia
- gyógyszertan, toxikológia
- kórélettan, patológia
- orvosi mikrobiológia I–II.
- önképző kör, journal club
- vállalkozási ismeretek és készségek fejlesztése
- molekuláris neurobiológia
- gyerekgyógyászati betegségek
- táplálkozástudományi állatkísérletes és laboratóriumi gyakorlat
- kommunikáció fejlesztő tréning, családterápia
- termékfejlesztés, gazdasági ismeretek, marketing
- komplementer medicina
- biostatisztika[8]